# Notre Étrangère
Notre Étrangère  es una película del año 2010 dirigida por Sarah Bouyain.

## Sinopsis
Al fallecer su padre, Amy, una joven mestiza afincada en los alrededores de París, regresa a Bobo, en Burkina Faso, para buscar a su madre, de la que la separaron a los 8 años. Solo encuentra a su tía, rodeada de una corte familiar tan reconfortante como sofocante. Va y viene en una ciudad que desconoce. Muy lejos, Mariam, una mujer de Burkina de 45 años, limpia oficinas y vive en París con la esperanza de encontrar a su hija. Conoce a Esther, una ejecutiva de la empresa donde limpia. Las dos mujeres solitarias empiezan a apreciarse.

## Premios
- Amiens 2010
- Fespaco 2011